# دافيد دي مولفيتا
دافيد دي مولفيتا (بالإيطالية: Davide Di Molfetta)‏ (23 يونيو 1996 بسستو سان جوفاني في إيطاليا - ) هو لاعب كرة قدم إيطالي في مركز الهجوم. شارك مع منتخب إيطاليا تحت 16 سنة لكرة القدم ومنتخب إيطاليا تحت 17 سنة لكرة القدم ومنتخب إيطاليا تحت 18 سنة لكرة القدم ومنتخب إيطاليا تحت 19 سنة لكرة القدم. أما مع النوادي، فقد لعب مع إيه سي ميلان ونادي بينيفينتو.

## وصلات خارجية
- دافيد دي مولفيتا على موقع قاعدة بيانات كرة القدم.إي يو (الإنجليزية)
- دافيد دي مولفيتا على موقع Soccerway.com (الإنجليزية)
- دافيد دي مولفيتا على موقع AS.com (الإسبانية)